# ジョージ・ターナー (歴史家)
ジョージ・ターナー (Honorable George Turnour, 1799–1843, CCS) はイギリスの歴史家。イギリス植民地時代のスリランカで、セイロン政府直轄の部署に所属し、マハーワンサの英語への翻訳を行い1837年に出版した。ロイヤル・カレッジ・コロンボには、彼の名にちなんだターナー賞がある。

## 著書
- The Mahawanso in Roman Characters with the Translation Subjoined, and an Introductory Essay on Pali Buddhistical Literature.   Cotto 1837.
- Eleven Years in Ceylon